# Coryanthes bergoldii
Coryanthes bergoldii là một loài thực vật có hoa trong họ Lan. Loài này được J.D.Kenn. ex Dodson mô tả khoa học đầu tiên năm 1982.